# 傀儡湖
傀儡湖是一个位于中国江苏省昆山市的湖泊，面积约为6.9平方千米，平均水深约为1.2米，蓄水量约为800万立方米。傀儡湖西临阳澄湖，是昆山市唯一的饮用水水源，湖内盛产大闸蟹。2005年列入江苏省湖泊保护名录。